# 印部良
印部 良（いんべ りょう、1986年6月20日 - ）は、日本の元子役。神奈川県座間市出身。

## 来歴・人物
- 血液型はA型。[1]
- 活動当時はセントラル子供タレント[1]に所属していた。
- 1997年当時の趣味はバスケットボール。[1]

## 出演作品
テレビドラマ
- みにくいアヒルの子（CX,1996年4月16日 - 6月25日）- 相田 光彦 役
- ウルトラマンティガ 第8話（MBS, 1996年10月26日）
- みにくいアヒルの子　春休みスペシャル（CX, 1997年4月1日）- 相田 光彦 役
- ギフト 第2話（CX, 1997年4月23日）
- みにくいアヒルの子　涙の再会スペシャル（CX, 2003年4月11日）- 相田 光彦 役

### 映画
- スウィートルーム2(監督:川崎善広,1993年4月28日公開）[3]

### CM
- 三菱地所[1]